# 고잔역
고잔(고대안산병원)역(Gojan(Korea Univ. Ansan Hospital)Station, 古棧驛)은 경기도 안산시 단원구 고잔동에 있는 수도권 전철 4호선, 수도권 전철 수인·분당선의 철도역이다. 인근에 고려대학교 안산병원이 있으며, 1.2km 인근은 안산시청이 있다. 2013년 5월 20일은 역 부근이 행복주택사업 시범지구로 지정됐으나 주민들의 반발로 인하여 철회된 적 있다. 2014년 4월 16일 세월호 침몰 사고 이후 고잔역 1번 출구에서 세월호 합동분향소 방면으로 운행한 무료 셔틀버스를 운행한 적이 있다.

## 역사
수인선의 역으로 처음 영업을 시작하였다. 이 부근은 1990년대 초까지만 해도 전형적인 어촌 지역으로, 역에서 바다가 보일 정도였다. 안산선이 생길 때에도 고잔역 부근은 어촌의 모습을 간직하고 있어 1988년 안산선 개통 당시에는 전철역을 만들지 않았다가, 1992년에 지역 주민들의 요구에 따라 교통 편의를 위하여 안산선의 전철역을 건설하게 되었다.
- 일자 불명 : 수인선의 역으로 영업 개시
- 1969년 4월 10일: 무배치간이역에서 배치간이역으로 승격[3]
- 1988년 10월 25일: 영업거리표 개정 (수원기점 24.0km→23.3km)[4]
- 1992년 3월 2일: 안산선 고잔역 개통
- 1994년 4월 1일: 서울 지하철 4호선 - 과천선 - 안산선 직결 열차 운행 시작
- 1994년 9월 1일: 수인선 송도역 - 한대앞역 구간의 폐지와 함께 수인선 고잔역 폐역[5]
- 2020년 9월 12일: 수도권 전철 수인분당선 개통과 함께 환승역이 됨

## 역 구조
2면 2선의 상대식 승강장을 갖추고 있다. 현재 스크린도어가 설치되어 있다.

### 승강장
| ↑ 중앙 |
| \| ２  |
| 초지 ↓ |

| 1 | ● 수도권 전철 수인·분당선 | 수원 · 서현 · 야탑 · 선정릉 · 왕십리 방면   |
| 1 | ● 수도권 전철 4호선       | 중앙 · 금정 · 명동 · 혜화 · 불암산 방면     |
| 2 | ● 수도권 전철 수인·분당선 | 정왕 · 인천논현 · 연수 · 송도 · 인천 방면   |
| 2 | ● 수도권 전철 4호선       | 초지 · 안산 · 신길온천 · 정왕 · 오이도 방면 |

## 역 주변
- 고려대학교 의료원 안산병원
- 안산상공회의소
- 안산문화예술의전당
- 안산시청
- 안산단원경찰서
- 안산와~스타디움 (프로축구 K리그2 안산 그리너스 FC 홈구장)
- 수원지방법원 안산지원
- 수원지방검찰청 안산지청
- 안산문화광장
- 단원고등학교
- NC백화점 고잔점
- 홈플러스 안산고잔점

## 승차량 변동
| 노선  | 승차 인원 | 승차 인원 | 승차 인원 | 승차 인원 | 승차 인원 | 승차 인원 | 승차 인원 | 승차 인원 | 승차 인원 | 승차 인원 | 승차 인원 | 승차 인원 | 승차 인원 | 승차 인원 | 승차 인원 | 승차 인원 | 승차 인원 | 승차 인원 | 승차 인원 | 승차 인원 | 승차 인원 | 승차 인원 | 승차 인원 | 주 석 |
| 노선  | 2000년    | 2001년    | 2002년    | 2003년    | 2004년    | 2005년    | 2006년    | 2007년    | 2008년    | 2009년    | 2010년    | 2011년    | 2012년    | 2013년    | 2014년    | 2015년    | 2016년    | 2017년    | 2018년    | 2019년    | 2020년    | 2021년    | 2022년    | 주 석 |
| ----- | --------- | --------- | --------- | --------- | --------- | --------- | --------- | --------- | --------- | --------- | --------- | --------- | --------- | --------- | --------- | --------- | --------- | --------- | --------- | --------- | --------- | --------- | --------- | ----- |
| 4호선 | 3123      | 4507      | 6309      | 7842      | 7369      | 7921      | 8327      | 8684      | 9007      | 8719      | 8841      | 8969      | 9162      | 9385      | 9811      | 9373      | 9266      | 9173      | 8996      | 8817      | 6561      | 7173      | 8818      | [ 6 ] |

## 사진

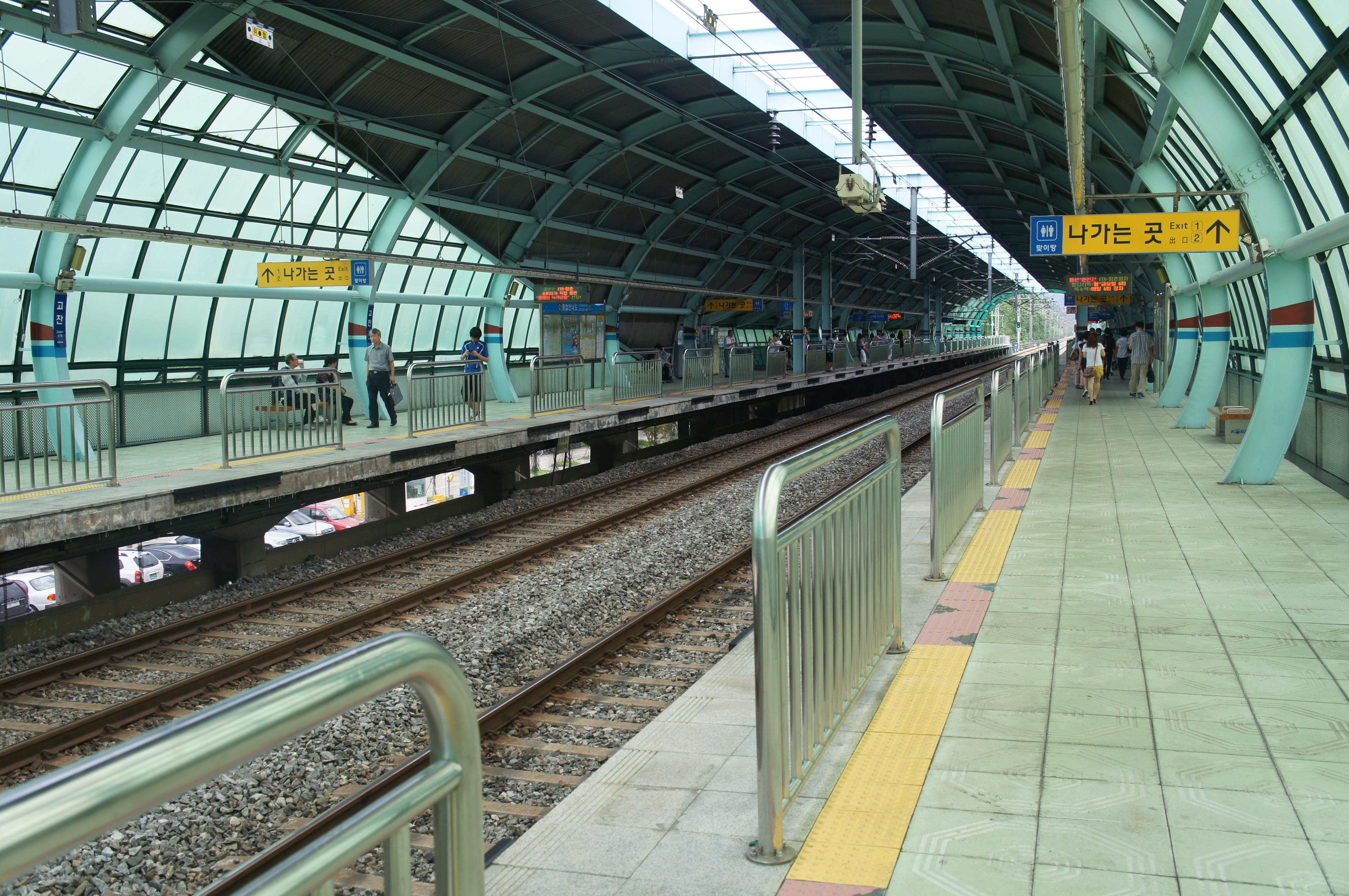
승강장 (스크린도어 설치 전)
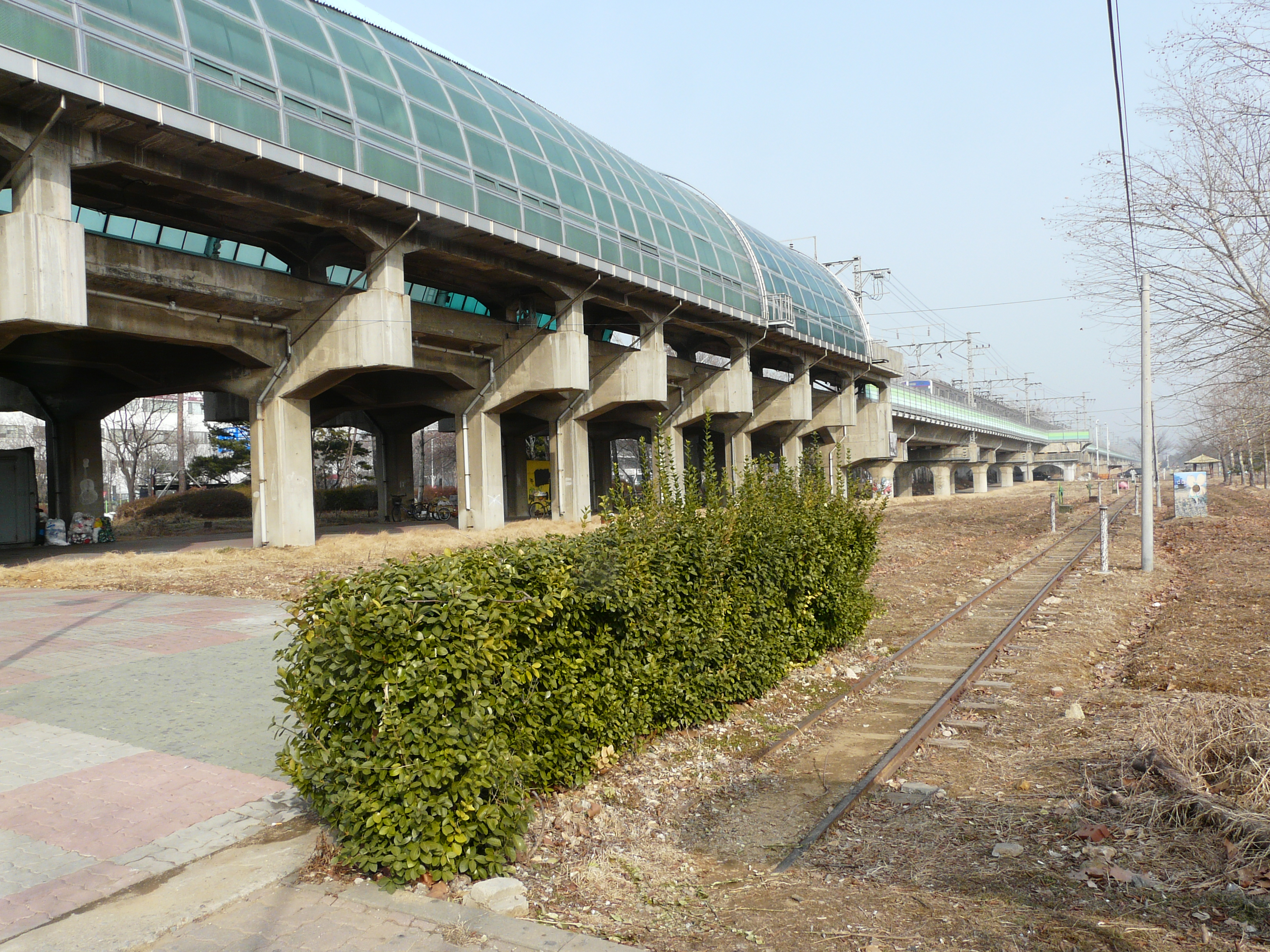
구 수인선 협궤철도 부지
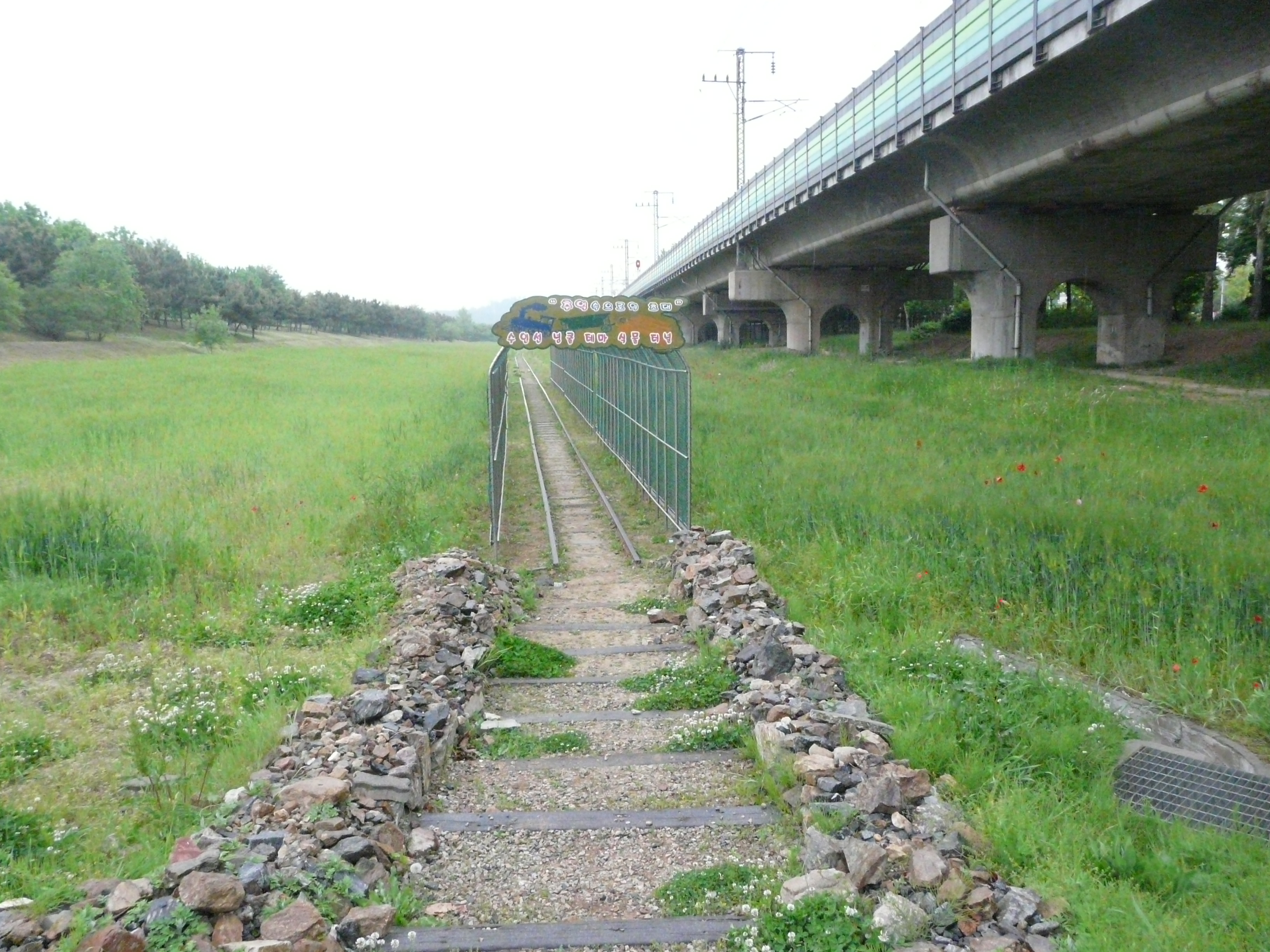
구 수인선 협궤철도 부지 2
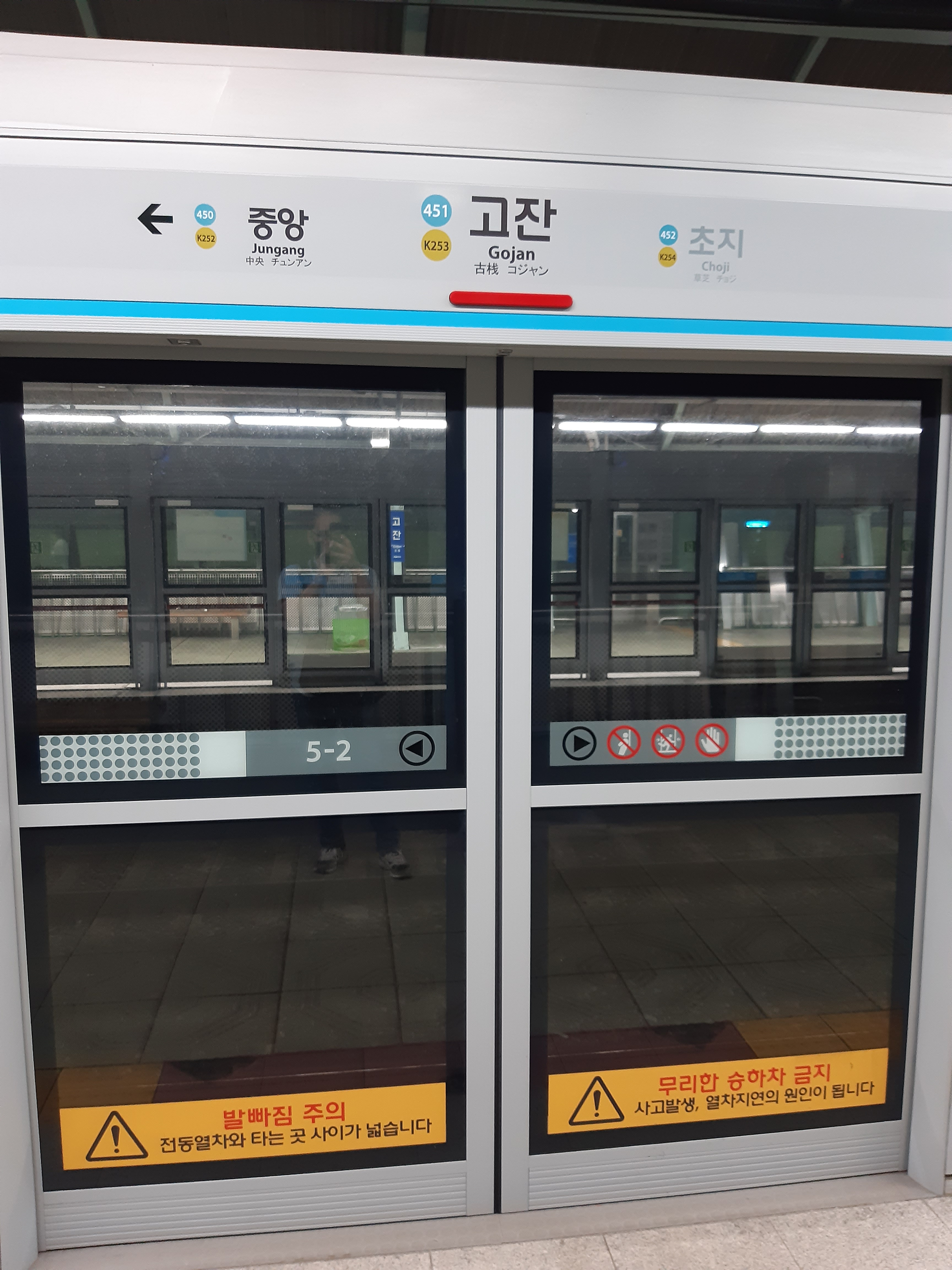
스크린도어
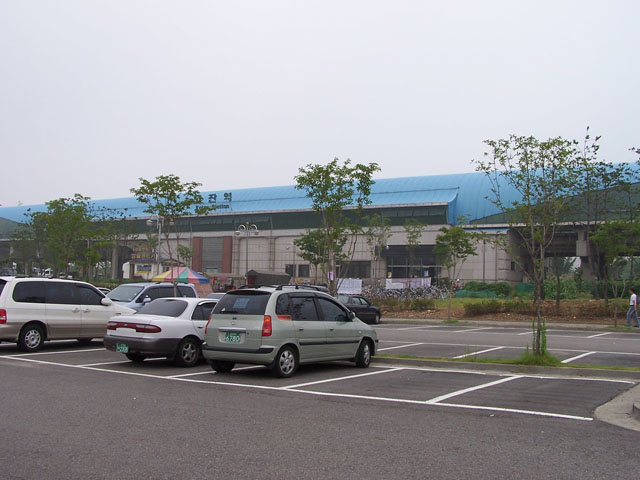
역사(개통초기)
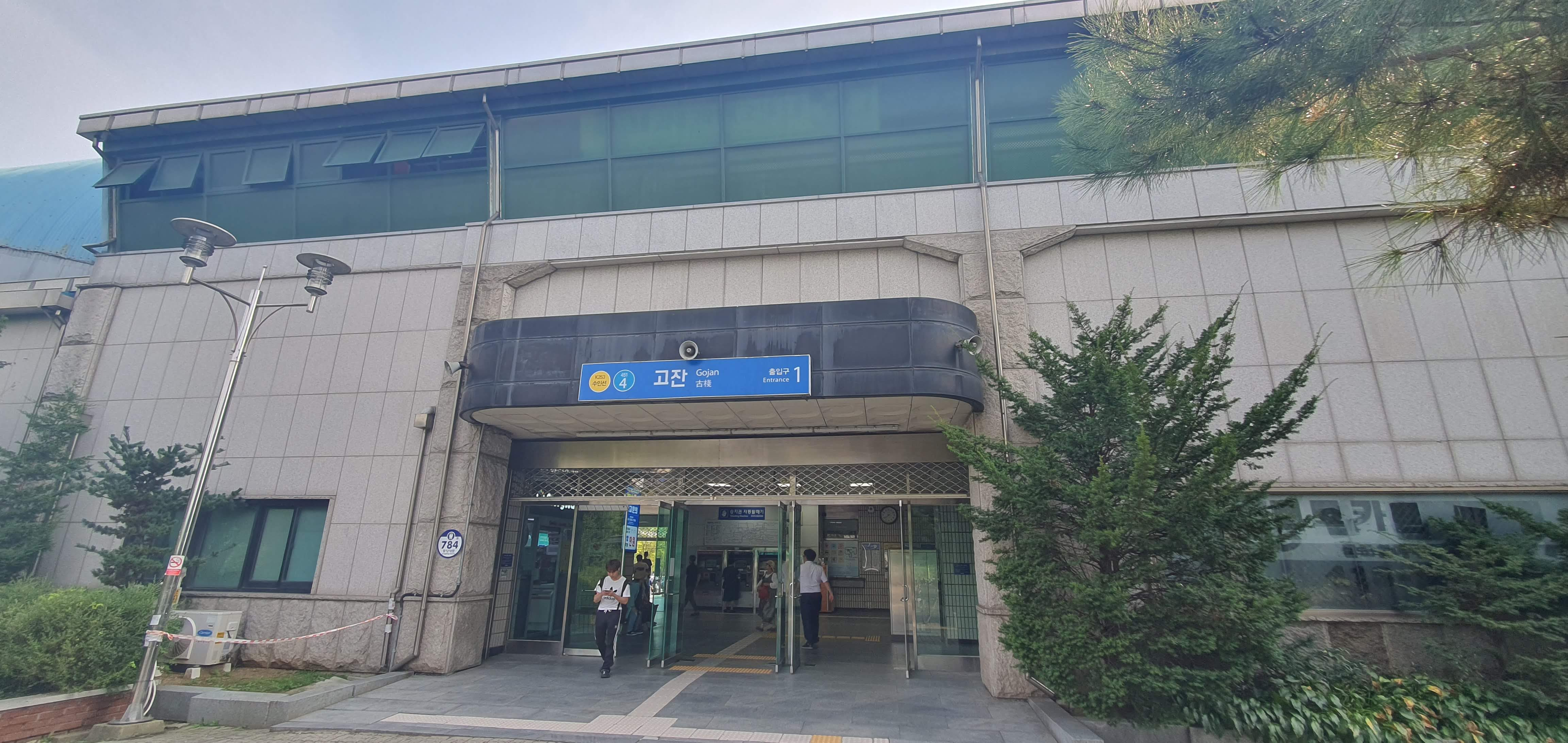
1번출구
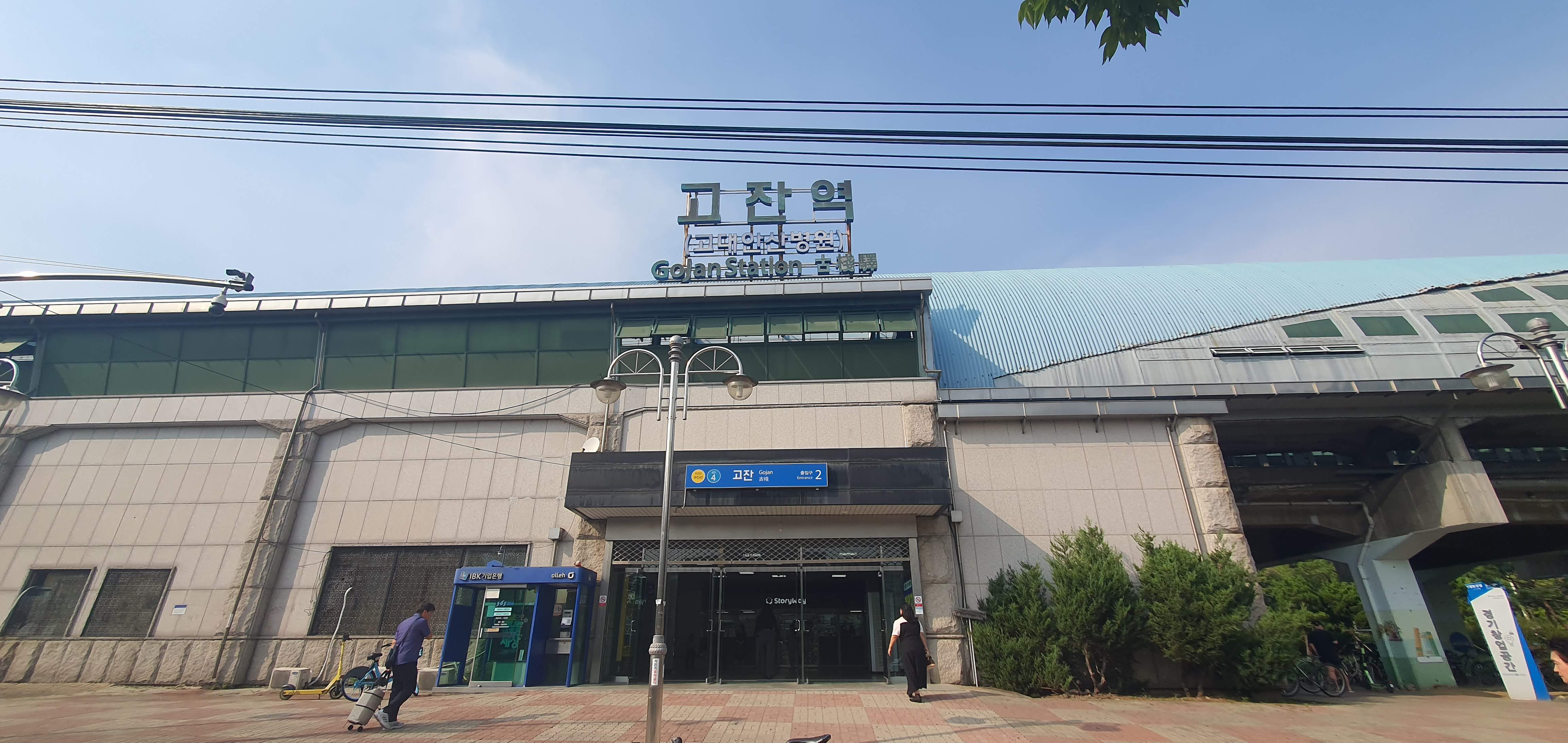
2번출구

## 인접한 역
| 안산선                | 안산선                         | 안산선               |
| --------------------- | ------------------------------ | -------------------- |
| 451 중앙 불암산 방면  | ● 수도권 전철 4호선 완행       | 453 초지 오이도 방면 |
| 수인선                |                                |                      |
| K252 중앙 청량리 방면 | ● 수도권 전철 수인·분당선 완행 | K254 초지 인천 방면  |